# Горковенко, Арсений Николаевич
Горковенко Арсений Николаевич (21.10.1891 г. — 13.09.1916 г., акватория Рижского залива) — российский лётчик военно-морской авиации, герой Первой мировой войны, старший лейтенант флота (посмертно), кавалер ордена Святого Георгия 4-й степени (посмертно), кавалер Георгиевского оружия (посмертно), погиб в бою с 20-ю вражескими самолётами.

## Биография
Родился 21 октября (по старому стилю) в Туркестанском крае, в семье потомственных дворян Херсонской губернии, посвятивших себя армейской службе. 08.09.1907 года поступил в Морской кадетский корпус, который окончил 1 мая 1912 года 20-м из 111 выпускников. За время учёбы Горковенко ходил в учебные плаванья на канонерской лодке «Грозящий», на крейсере «Аврора», на учебном судне «Воин», на крейсере «Богатырь». За блестящие показатели в учёбе получил право носить на кителе Золотой знак «В память окончания полного курса наук Морского корпуса». На следующий день (2 мая 1912 г.) Арсений Горковенко был произведён в корабельные гардемарины и на линкоре «Евстафий» отправился в первое не учебное плаванье. 5 октября того же года Горковенко, сдав экзамен, получил звание мичмана и направление на Балтийский флот. Был зачислен в 1-й Балтийский флотский экипаж, где он служил на линкоре «Император Павел».
20.09.1913 года по личному заявлению мичман Горковенко поступил на офицерские теоретические авиационные курсы в Санкт-Петербургский политехнический институт. После успешного окончания курсов, тем не менее, был возвращён на флот.
Первую мировую войну мичман Арсений Горковенко встретил на кораблях Балтийского флота. Воевал на эсминце «Эмир Бухарский» и «Доброволец», на крейсере «Олег». За мужество, проявленное в бою около острова Готланд с немецкими крейсерами, он был награждён орденом Святого Станислава 3-й степени с мечами и бантом. И только в конце лета 1915 года Горковенко направили в Петроград в Офицерскую школу морской авиации для обучения полётам. На зиму школа перебазировалась в Баку на незамерзающее Каспийское море. 29 января 1916 года после успешного контрольного полёта Арсений Горковенко был удостоен звания Морского лётчика. Дальнейшая служба Горковенко проходила на острове Эзель на 2-й авиационной станции. В апреле он получил чин лейтенанта. Летал на двухместном (пилот и стрелок) гидросамолёте М-9 конструктора Дмитрия Григоровича, выдвинулся в лучшие лётчики Балтийского флота. Только за весенние месяцы 1916 года принял участие по меньшей мере в семи воздушных боях, не считая разведывательных полётов. Достоверно известно об одной одержанной им воздушной победе (19 июля 1916 года вместе с Михаилом Сафоновым вступил в бой с тремя германскими «Альбатросами» у Виндавы и сбил один из них), возможно, что их было больше. В мае был удостоен ордена Святой Анны 4-й степени с надписью «За храбрость».
13 сентября (26 по новому стилю) 1916 года лейтенант Горковенко, возглавляя группу из трёх самолётов, отправился на бомбардировку немецкой базы гидросамолётов. Преодолев мощную зенитную оборону, машины мичманов Михаила Сафонова, Игоря Зайцевского и лейтенанта Арсения Горковенко, выполнили поставленную задачу, сбросив фугасные бомбы на указанные цели. При возвращении на аэродром базирования наши самолёты были атакованы 20-ю (двадцатью) вражескими истребителями. Первым атаке подвергнулся отставший от остальных самолёт мичмана Зайцевского. Его стрелок был тяжело ранен, и не смог вести ответный огонь. Самолёты Горковенко и Сафонова развернулись и, отвлекая внимание вражеских пилотов, вступили в неравный бой. Гидросамолёты русских лётчиков обладали меньшей скоростью и манёвренностью чем немецкие истребители. Но неожиданная и безрассудная с точки зрения противника атака позволили Зайцевскому уйти из-под огня и вернуться на свой аэродром. Пилот Сафонов и его стрелок Орлов тоже были ранены. Горковенко со своим стрелком унтер-офицером Д. П. Файем, мастерски маневрируя и ведя непрерывный огонь, в одиночку вели бой с 20-ю вражескими истребителями, отводя их от самолёта Сафонова. Благодаря мужеству своих товарищей, раненному Сафонову удалось оторваться от противника и довести свой самолёт до базы. Двадцатикратное превосходство немецких истребителей было подавляющим, гидросамолёт Горковенко был буквально расстрелян в воздухе и упал в воды Рижского залива. Пилот и стрелок погибли.
За беспримерный подвиг самопожертвования русский офицер Арсений Николаевич Горковенко был посмертно произведён в старшие лейтенанты, награждён орденом Святого Георгия 4-й степени и Георгиевским оружием. А через четыре месяца пришли документы о награждении Горковенко орденом Святого Владимира 4-й степени с мечами и бантом за летние бои 1916 года, так что и этим орденом бесстрашный пилот был награждён посмертно.

## Награды
- Орден Святой Анны 4-й степени с надписью «За храбрость» (ВП от 23.10.1916 г.)
- Орден Святого Георгия 4-й степени (ВП от 03.12.1916 г.)
- Орден Святого Владимира 4-й степени с мечами и бантом (ВП от 23.01.1917 г.)
- Георгиевское оружие (ВП от 16.01.1917 г.)
- Золотой знак за окончание Морского корпуса (2.05.1912 г.)